# Gustaf Thunblad
Gustaf Thunblad, född 1802, död 28 januari 1875 i Malungs församling, var en svensk präst.

## Biografi
Gustaf Thunblad föddes 1802. Han blev 1852 kyrkoherde i Malungs församling och 1853 kontraktsprost i Västerdals kontrakt. År 1866 utnämndes han till ledamot av Nordstjärneorden. Thunblad avled 1875 i Malungs församling.

### Familj
Thunblad gifte sig 1835 med Anna Löfström (född 1807). Hon var dotter till Jakob Löfström och Margareta Löfström i Rättvik. De fick tillsammans barnen Johanna Matilda Thunblad som var gift med komministern Abenius i Orsa församling, Anna Sigfrid Thunblad (född 1841), Maria Sofia Thunblad (1849–1875) som var gift med skogsförvaltaren Sven Månson, Ingeborg Elisabet Thunblad (född 1853) och en son.